# Полторановичи
Полторановичи (бел. Паўтаранавічы) —  деревня в Пинском районе Брестской области Белоруссии. Входит в состав Оховского сельсовета. Население — 28 человек (2019).

## География
Полторановичи находятся в 15 км к северо-западу от центра Пинска. Местные дороги связывают населённый пункт с автодорогами М10 и Р6, а также с центром сельсовета Охово и ближайшими деревнями. Местность принадлежит к бассейну Днепра, южнее протекает небольшая река Меречанка, приток Ясельды.

## История
История поселения связана с имением Холожин, которое располагалось между современными деревнями Полторановичи и Охово. Первое упоминание Холожина относится к 1495 году, когда он принадлежал пинскому наместнику Фурсу Ивановичу. С XVIII века имение принадлежало пинским иезуитам, а позднее перешло к роду Корсаков.
После второго раздела Речи Посполитой (1793) в составе Российской империи, деревня входила в состав Пинского уезда. Во второй половине XIX века Корсаки построили здесь дворянскую усадьбу с парком
Согласно Рижскому мирному договору (1921) деревня вошла в состав межвоенной Польши, с 1939 года в составе БССР. Последними владельцами имения (1934—1939) были Скирмунты

## Достопримечательности
- От усадьбы Корсаков «Холожин» остались лишь руины усадебного дома и фрагменты парка